# Quercus vaga
Quercus vaga là một loài thực vật có hoa trong họ Cử. Loài này được E.J.Palmer & Steyerm. miêu tả khoa học đầu tiên năm 1935.